# Grön leguan
Grön leguan (Iguana iguana) är en stor ödla som lever i Centralamerikas och norra Sydamerikas skogar. De blir normalt ungefär 2 meter långa och kan väga upp till 10 kg. Gröna leguaner i Guatemala och södra Mexiko är ofta mer orange till färgen och har horn på nosen likt en noshörning. Dessa fördes tidigare till en egen underart (Iguana iguana rhinolopha), men denna indelning har förkastats efter studier av mitokondriellt DNA.

## Som husdjur
Grön leguan är ett ganska vanligt husdjur. Eftersom dess naturliga miljö är tropiska regn- och galleriskogar krävs det att leguanen som husdjur bor i ett terrarium. I terrariet måste man se till att luftfuktigheten är tillräckligt hög för att efterlikna dess naturliga miljö. De måste även ha tillgång till en värmelampa och speciella lysrör, då de behöver värme och rätt UV-ljus för att smälta maten. Man har tidigare trott att leguaner delvis skall utfodras med animalisk föda, detta har visat sig vara fel, då senare studier visat att leguanen endast äter växter och vissa frukter, och att deras njurar kan förstöras av att leguanen utfodras med animaliskt protein.
Leguanen i fångenskap kräver noga balanserad föda för att få ett friskt och sunt liv. Näringsbrist (särskilt kalciumbrist) i leguanens diet kan orsaka MBD (Metabolic Bone Disease) och medföra benskörhet hos leguanen. Denna sjukdom brukar uppenbara sig vid två till tre års ålder om den utfodras med fel kost. Rekommenderad kost består av ca 85 % grönsaker och 15 % frukt.

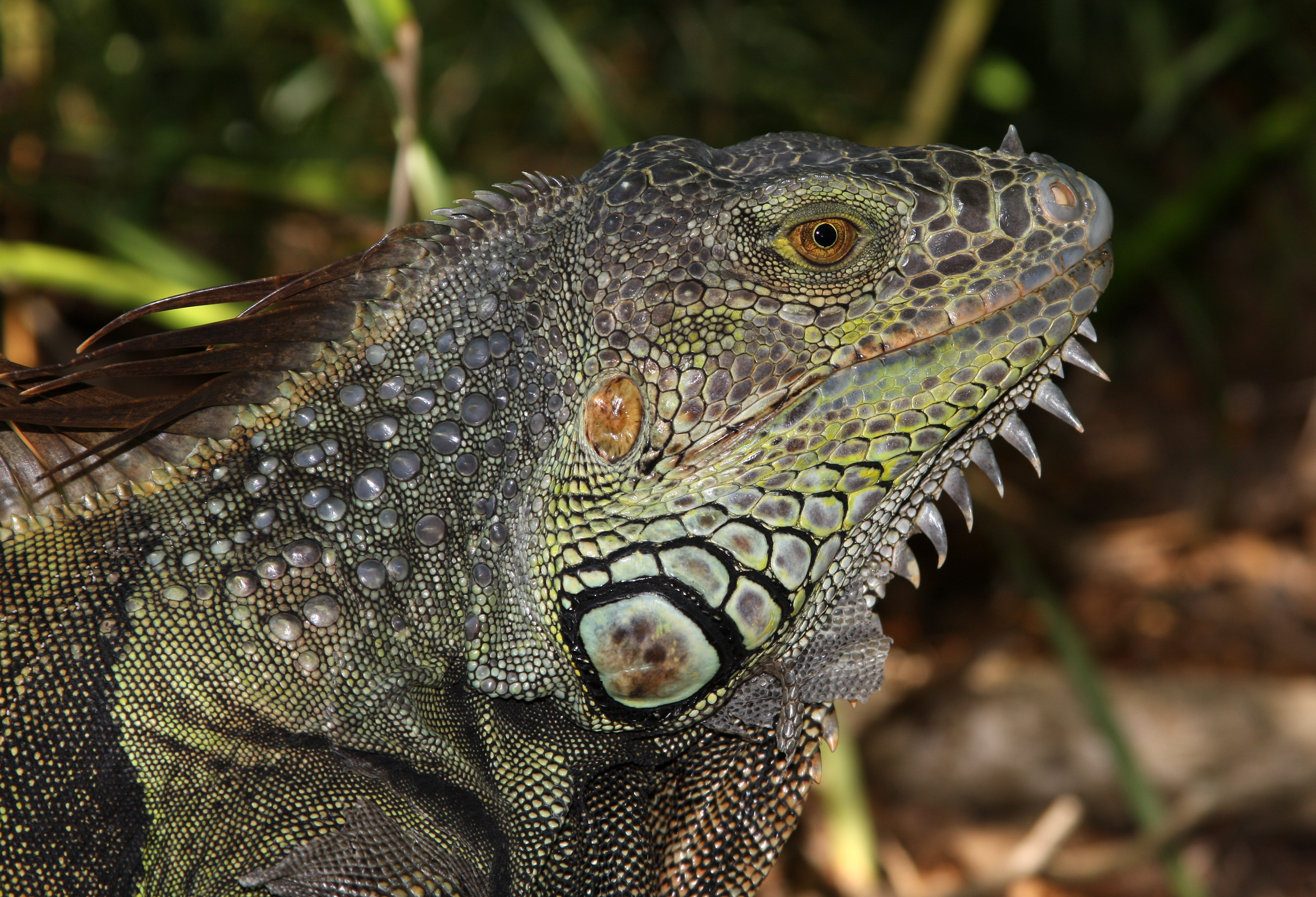
Vuxen hanne

## Utbredning
Utbredningsområdet sträcker sig från delstaterna Sinaloa och Veracruz i Mexiko till sydöstra Brasilien och Paraguay. Grön leguan blev introducerades på flera öar i Västindien, på södra Florida, på Hawaii, på Kanarieöarna, i Japan och på Fidjiöarna. Arten lever i låglandet och i bergstrakter upp till 1000 meter över havet. Bredvid regn- och galleriskogar hittas arten i torra skogar, buskskogar och savanner.

## Hot
Under historien dödades flera exemplar för köttets skull och artens ägg samlades och åts. Jakten bedöms sedan 1980-talet som obetydlig för artens bestånd. Enligt uppskattningar såldes mellan 2001 och 2008 cirka 4,5 miljoner ungdjur som sällskapsdjur. Hela populationen anses fortfarande vara stor. IUCN listar arten som livskraftig (LC).